# Fuga de San Diego
La fuga de San Diego de Alcalá, fuga de San Diego o más popularmente día de la fuga, es una tradición muy arraigada en las Islas Canarias. Se celebra actualmente el día de San Diego de Alcalá, el 13 de noviembre de cada año, si bien originalmente se celebraba un día antes. La particular "fiesta" consiste en la no asistencia del alumnado a clase, o en su defecto asistir a las clases y escaparse. No es una fiesta oficial, pero tiene un gran seguimiento. Se trata de una tradición histórica que en la actualidad tiene 105 años.

## Historia
La fuga tiene su origen en 1919, cuando llegó al IES Canarias Cabrera Pinto de la ciudad de San Cristóbal de La Laguna el catedrático Diego Jiménez de Cisneros y Hervás, con titulación en Agricultura y Técnica Agrícola e Industrial y también de Química. Este profesor, que estuvo destinado en dicho instituto hasta 1928, tenía la costumbre de realizar un examen a los alumnos cada año el día en que se celebraba la onomástica de su santo, es decir, el día 13 de noviembre, día de San Diego. Como un año impidió por este motivo que los alumnos acudieran a la romería de San Diego, éstos no asistieron a clase, lo que se repitió anualmente, sumándose en los años siguientes el resto del alumnado del entonces Instituto  General y Técnico de Canarias.

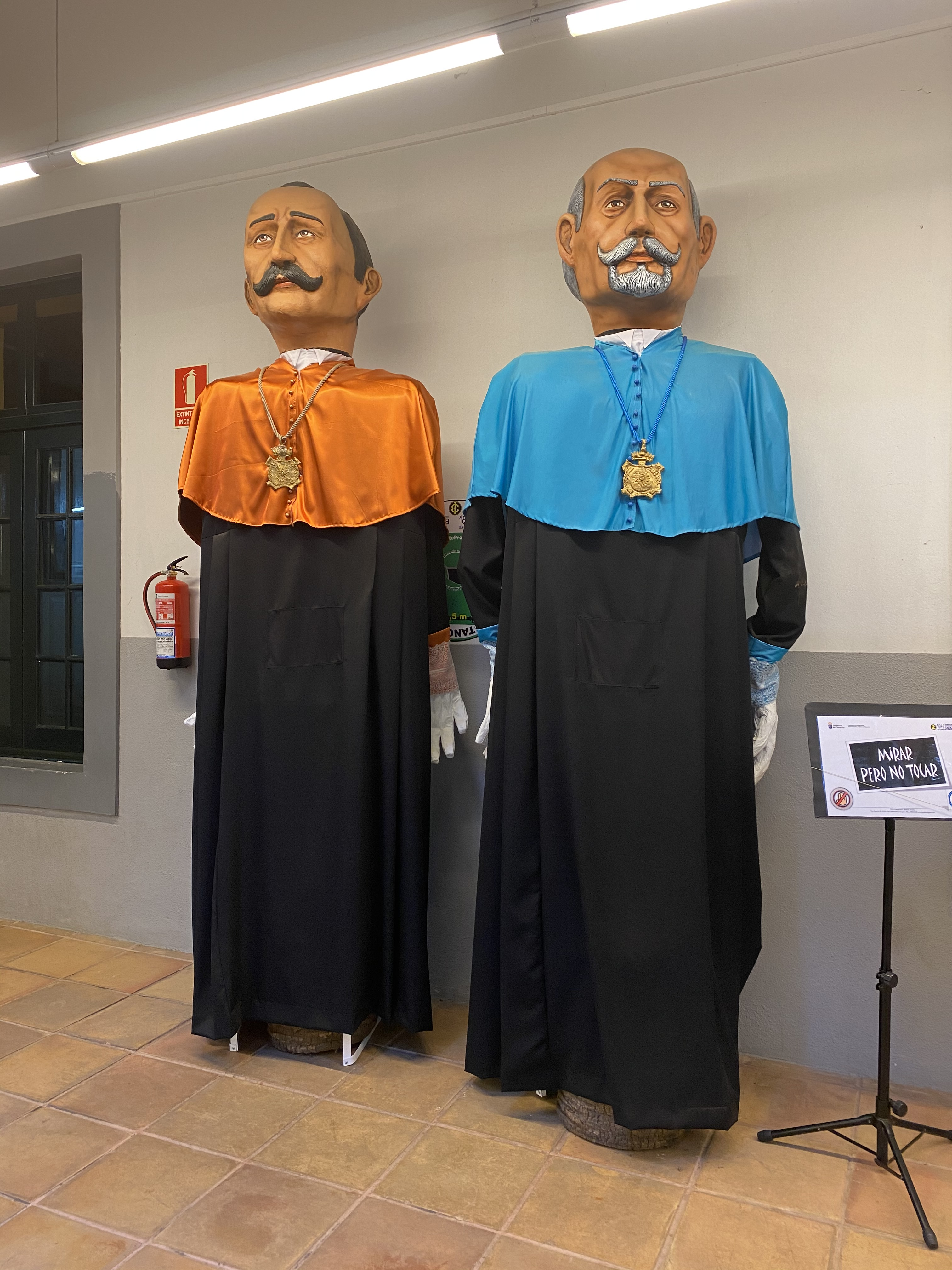
Cabezudos que representan a los profesores Diego Jiménez de Cisneros y Hervás; y Adolfo Cabrera-Pinto, en el IES Canarias Cabrera Pinto.

Antiguamente se iba a honrar a San Diego en su ermita situada en extramuros de la ciudad de La Laguna en Tenerife. Los estudiantes debían contar los botones de la estatua del fundador del convento (actual ermita), Juan de Ayala y Zúñiga. Se decía que si acertaban ese número, aprobarían sus exámenes. Este "rito" se hacía originalmente el día de la víspera del santo, es decir, el 12 de noviembre. 
La tradición de contar los botones a esta estatua de mármol se debe a que los alumnos que iniciaron la fuga llevaron a San Diego un puñado de calabazas como ofrenda al santo y como símbolo del suspenso que tendrían por faltar al examen. Pero con un último atisbo de esperanza se pusieron a contar los botones de la estatua con la creencia de que ese acto les diera suerte para aprobar.
Actualmente una vez los estudiantes consiguen escabullirse de las clases, quedan y realizan una fiesta. También se empezó a poner en práctica, en ciertas zonas de la isla de Tenerife, en la década de los 80 la costumbre de lanzar huevos a quienes asistían a las clases y contra los transportes públicos. En la actualidad, esta práctica está desapareciendo y los jóvenes utilizan el día para descansar. También desde el propio instituto donde surgió este hecho y otros de la ciudad, así como de algunas facultades universitarias se realizan actividades alrededor del 13 de noviembre y es frecuente ver grupos, a veces de centenares de estudiantes que van hacia la Ermita de San Diego, a unos 1.200 m del centro, para cumplir con la tradición.
Se trata pues, de una tradición con un origen tinerfeño, pero actualmente se ha extendido a los diferentes colegios, universidades e institutos de secundaria del resto del archipiélago canario.